# Aurora (Ohio)
Aurora é uma cidade localizada no estado norte-americano de Ohio, no Condado de Portage.

## Demografia
Segundo o censo norte-americano de 2000, a sua população era de 13.556 habitantes.
Em 2006, foi estimada uma população de 14.402, um aumento de 846 (6.2%).

## Geografia
De acordo com o United States Census Bureau tem uma área de
62,4 km², dos quais 60,1 km² cobertos por terra e 2,3 km² cobertos por água. Aurora localiza-se a aproximadamente 345 m acima do nível do mar.

## Localidades na vizinhança
O diagrama seguinte representa as localidades num raio de 12 km ao redor de Aurora.